# Det Teologiske Fakultet (Københavns Universitet)
 For alternative betydninger, se Det Teologiske Fakultet. (Se også artikler, som begynder med Det Teologiske Fakultet)
Det Teologiske Fakultet er et fakultet ved Københavns Universitet og omfatter tre afdelinger, 12 centre og forskningsprojekter. Undervisnings- og administrationsbygninger er beliggende på universitetets Søndre Campus på Amager.

## Fakultetets historie
Det Teologiske Fakultet var blandt de fire oprindelige fakulteter (teologi, jura, medicin og filosofi) ved grundlæggelsen af Københavns Universitet i 1479. Det er det eneste fakultet, som har bibeholdt samme navn og fag igennem hele perioden frem til nu.
Da Københavns Universitet oprindeligt var et romersk-katolsk lærdomscenter, blev Det Teologiske Fakultet betragtet som det vigtigste. Dette kom til udtryk i højere løn til personer tilknyttet dette fakultet.
Efter reformationen i 1537 overgik Københavns Universitet til statsmagten og blev til en evangelisk-luthersk præsteskole, hvor Det Teologiske Fakultet havde til opgave at uddanne Danmarks præster. Nu om dage forgår selve den praktiske præsteuddannelse ved pastoralseminarierne (Folkekirkens Uddannelses- og Videnscenter) i København og Århus.
I 1675 fik Det Teologiske Fakultet som det første fakultet indført embedseksaminer for at sikre en ensartet kvalitet af de færdiguddannede. Senere fulgte først Det Juridiske Fakultet i 1736 og senere de resterende fakulteter i 1788.
Tidligere havde fakultetet til huse i Københavns Indre By, men flyttede i begyndelsen af 2017 sammen med Det Juridiske Fakultet til nye lokaler på Københavns Universitets Søndre Campus (tidligere kaldet KUA) på hjørnet af Njalsgade og Ørestads Boulevard på det nordlige Amager, hvor de to fakulteter er naboer til Det Humanistiske Fakultet.
Kirsten Busch Nielsen har været dekan på fakultetet siden 2013, hvor hun afløste Steffen Kjeldgaard-Pedersen som besad embedet i 11 år forinden.

## Afdelinger
- Afdeling for Bibelsk Eksegese
- Afdeling for Kirkehistorie
- Afdeling for Systematisk Teologi

## Centre og forskningsprojekter
- Center for Afrikastudier
- Center for Studiet af Bibelens Brug
- Center for Studiet af Kulturarven fra Middelalderens Ritualer
- Center for Europæisk Islamisk Tænkning
- Søren Kierkegaard Forskningscenteret
- Center for Kirkeforskning
- Center for Kunst og Kristendom
- Center for the Study of Jewish Thought in Modern Culture
- Centre for Privacy Studies (PRIVACY)
- Forskningsprojektet In-visibilis. Visibility and Transcendence in Religion, Art and Ethics
- Forskningsprojektet What Money Can’t Buy
- Forskningsprojektet Solitudes. Withdrawal and Engagement
- Palestine History and Heritage Project (PaHH)
- Forskningsprojektet Self-Understanding and Self-Alienation
- Forskningsprojektet Protestand Legacies in Nordic Law(ProNoLa)